# David Aebischer (hockey sur glace, 2000)
Pour les articles homonymes, voir David Aebischer et Aebischer.
David Aebischer, né le 26 septembre 2000, est un joueur professionnel suisse de hockey sur glace.

## Biographie
Issu du mouvement junior du HC Fribourg-Gottéron, David Aebischer est sélectionné par les Olympiques de Gatineau, formation de LHJMQ, lors du repêchage de la Ligue canadienne de hockey de 2018. Il est le 82e choix au total. Au mois de juillet, son transfert pour le club québécois est confirmé. Il y joue deux saisons, la seconde en tant qu'assistant capitaine, pour un total de 63 points, dont 11 buts, en 107 matchs. Il participe au Championnat du monde junior en 2019 et 2020, récoltant respectivement une assistance en sept matchs et six aides en cinq matchs. Pour sa seconde participation, il est le meilleur joueur au niveau du +/-, avec un total de +7 . En janvier 2020, il signe une entente de deux saisons avec son club formateur , comprenant toutefois une clause de sortie vers la LNH.

## Statistiques

### En club
| Saison    | Équipe                    | Ligue |    | Saison régulière | Saison régulière | Saison régulière | Saison régulière | Saison régulière |   | Séries éliminatoires | Séries éliminatoires | Séries éliminatoires | Séries éliminatoires | Séries éliminatoires |
| Saison    | Équipe                    | Ligue | PJ | B                | A                | Pts              | Pun              | PJ               | B | A                    | Pts                  | Pun                  |                      |                      |
| 2018-2019 | Olympiques de Gatineau    | LHJMQ | 59 | 4                | 24               | 28               | 25               | 5                | 0 | 3                    | 3                    | 4                    |                      |                      |
| 2019-2020 | Olympiques de Gatineau    | LHJMQ | 43 | 7                | 25               | 32               | 28               | -                | - | -                    | -                    | -                    |                      |                      |
| 2020-2021 | HC Fribourg-Gottéron      | NL    | 31 | 0                | 6                | 6                | 10               | -                | - | -                    | -                    | -                    |                      |                      |
| 2020-2021 | HC Ajoie                  | SL    | 4  | 0                | 0                | 0                | 0                | 16               | 0 | 4                    | 4                    | 2                    |                      |                      |
| 2021-2022 | SC Rapperswil-Jona Lakers | NL    | 45 | 5                | 4                | 9                | 6                | 6                | 1 | 3                    | 4                    | 2                    |                      |                      |
| 2022-2023 | SC Rapperswil-Jona Lakers | NL    | 52 | 3                | 10               | 13               | 8                | 6                | 0 | 1                    | 1                    | 4                    |                      |                      |